# 杉本彩
杉本彩（1968年7月19日—），本名松山基榮（まつやま もとえ），出身於日本京都府的女藝人、女演員與情色小說作家，同時也是經紀公司Office彩（オフィス彩）的創辦人與執行董事。

## 主要參與作品

### 電影
- 湘南爆走族（1987年）‐飾演 桃山マコ
- 愛の新世界 Le Nouveau Monde Amoureux
- 罠
- 女囚処刑人 マリア2 （1995年）
- 私立探偵 濱マイク（1996年）
- 超人力霸王迪卡&超人力霸王帝納 光之星的戰士（1998年）‐飾演 如月瑠衣
- 超人力霸王高斯2_THE_BLUE_PLANET（2002年）‐飾演 女記者
- 花與蛇（2004－2005年）‐飾演 遠山静子
- 極道の妻たち（2005年）
- オトシモノ（2006年）
- 大帝之劍（大帝の剣）（2007年）‐飾演 姫夜叉
- JOHNEN定之愛（2008年） - 阿部定 役
- CASINO（2008年）
- Blood（2009年）
- 弁天通りの人々（2009年、アルゴ・ピクチャーズ）
- W - Forever A 至 Z Gaia Memory的命運  (2010年) - 飾演  瑪利亞‧S‧克蘭伯里／大道美樹
- 請做我的奴隸（2012年）- 飾演 コバルトブルーの女

### 電視劇
NHK
- 請問芳名（1991年）‐飾演 水沢（戸村）奈美
- 赤ちゃんをさがせ（2003年）‐飾演 栗木るみ

日本電視台
- 三軒目の誘惑（1994年）‐飾演 畑中彩子
- ぼくの魔法使い（2003年）‐飾演 杉本彩
- 地獄少女（2006－2007年）‐飾演 骨女

TBS
- オイシーのが好き!（1989年）‐飾演 五能亜理香
- 超人力霸王帝納第50話（1998年）‐飾演 如月瑠衣

- 美少女戦士セーラームーン（2003－2004年）‐飾演 貝爾女王
- 四谷くんと大塚くん／天才少年探偵登場の巻（2004年）‐飾演 四谷美咲
- 夜王（2005年）‐飾演 二階堂富士子
- 弁護士のくず（2006年）‐飾演 大塚小百合

富士電視台
- 離婚弁護士II～ハンサムウーマン～（2005年）‐飾演 白石美由紀
- 関ジャニ∞青春ドラマシリーズ（2007年）

朝日電視台
- ああ探偵事務所（2004年）‐飾演 丸山マリモ
- TRICK（2003年）‐飾演 京明日香
- 時効警察（2007年）‐飾演 尾沢ミツコ

東京電視台
- 優しいだけがオトコじゃない（1990年）‐飾演 ひろみ
- 刑事追う!（1996年）
- 徳川剣豪伝 それからの武蔵（1996年）
- 次郎長三国志（テレビドラマ 2000年）（2000年）‐飾演 お園
- わるいやつら（2001年）‐飾演 戸谷慶子
- 下北GLORY DAYS（2006年）‐飾演 榎艶子

## 外部連結
- 杉本彩官方網站 （页面存档备份，存于）
- 杉本彩の Beauty ブログ  （页面存档备份，存于）